# Вадена
Вадена (итал. Vadena) — коммуна в Италии, располагается в автономной области Трентино-Альто-Адидже, в провинции Больцано.
Население составляет 843 человека (2008 г.), плотность населения составляет 65 чел./км². Занимает площадь 13 км². Почтовый индекс — 39051. Телефонный код — 0471.
Покровительницей коммуны почитается святая равноапостольная Мария Магдалена, празднование 22 июля.

## Демография
Динамика населения:

## Администрация коммуны
- Официальный сайт: https://web.archive.org/web/20050906054135/http://www.gvcc.net/soci/vadena.htm